# Serie Boltenhagen
Die Küstenmotorschiff-Baureihen der Serien Boltenhagen, Hagenow und Warin der VEB Elbewerft Boizenburg in Roßlau stellen drei auf die Bedürfnisse der Container- und Küstenschifffahrt abgestimmte Schiffstypen dar. Das Typschiff Boltenhagen war das erste in der DDR gebaute Containerschiff.
Es wurden insgesamt 24 Schiffe in drei Einzeltypen gebaut. Den Serien lag jeweils der gleiche Grundentwurf zugrunde, der durch Anpassung des Laderaums und Verlängerung weiterentwickelt wurde. Von den beiden 299 BRT großen Varianten wurden 17 Einheiten erstellt, von denen 15 an die Deutsche Seereederei geliefert wurden. Vom größeren 494 BRT vermessenen Typ entstanden sieben Schiffe, von denen fünf an die DSR gingen. Zwei Schiffe jeden Typs (274 Jocon, 299 Jobox, 211 Fritsis Rozin, 212 Gleb Sedin) lieferte die Werft an die Sowjetunion.
Die Serie begann mit dem 299-Container-Typ, Boltenhagen, der am 23. Januar 1970 mit der Baunummer 271 abgeliefert wurde. Die Rechlin, ein Container-Typ-494 beschloss am 28. Oktober 1972 die Serie.

## Technik
Die Schiffe wurden für den Transport von Containern und Ladungen wie Industrieausrüstungen, Stück- oder Schüttgütern in der Küstenschifffahrt konzipiert. Der Schiffskörper entspricht einem Offenen Schiff mit Doppelboden.
Der Grundentwurf der Serie begann mit einem für den Containertransport optimierten Container-Typ 299 ohne Kräne. Diese Schiffe erhielten Namen, die auf -hagen endeten und verfügen über Stellplätze für 39 TEU. Analog entwickelte die Werft einen als Standard-Typ 299 bezeichneten Entwurf mit zwei fahrbaren 3,2-Tonnen-Schiffskränen zum eigenständigen Ladungsumschlag. Diese konnten bis zu 27 Standardcontainer transportieren und besaßen Schiffsnamenendungen mit -ow. Durch Verlängerung des parallelen Mittelschiffs des kleinen Containertyps entstand der ab 1972 gebaute Container-Typ 494, der 56 TEU-Stellplätze besaß.
Als Hauptantrieb dient ein vom VEB Schwermaschinenbau „Karl Liebknecht“ gebauter, schweröltauglicher Viertakt-Schiffsdieselmotor des Typs SKL 8 NVD48 A-2U mit 835 kW Leistung, mit dem die Einschraubenschiffe 12 Knoten erreichen. Zur Verbesserung des Vortriebs sind die Schiffe mit einer Kortdüse und einem Wulstbug ausgerüstet. Die Dreiflächenruderanlage ist nach dem System Jenckel erstellt, Der Aktionsradius ist auf etwa 3000 Seemeilen ausgelegt.
Das Deckshaus ist achtern angeordnet.

## Die Schiffe
| Objekt-/ Baunummer                    | IMO     | Name             | Ruf- zeichen | Stapellauf/ Indienststellung        | spätere Namen | Historie und Verbleib | Bild                                               | Bemerkung |
| ------------------------------------- | ------- | ---------------- | ------------ | ----------------------------------- | --- | --- | -------------------------------------------------- | --- |
| Container-Typ-299 – Serie Boltenhagen |         |                  |              |                                     | | |                                                    | |
| 271                                   | 7006663 | Boltenhagen      | DEWA / Y5OA  | 16. Dezember 1969 20. Oktober 1970  | 31. März 1992 an belgische Abbrecher, später als Remito in Fahrt | am 7. Juni 1994 auf Grund gelaufen, Totalverlust |                                                    | |
| 272                                   | 7023831 | Trinwillershagen | DEWB / Y5OB  | 15. Mai 1970 30. November 1970      | am 31. März 1992 an belgische Abbrecher, ab Dezember 1992 als Anina, Kingstown (St. Vincent und die Grenadinen) im interkaribischen Frachtverkehr im Dienst | 2004/05 bei Lloyd’s ohne Eigner- und Flaggenangabe, aufgrund finanzieller und technischer Probleme mehrere Jahre lang vor St. George’s aufgelegt und schließlich vom Eigner an die Tourismusbehörde Grenadas übergeben, am 21. März 2018 als künstliches Riff und Taucherattraktion unweit des ehemaligen Ankerplatzes versenkt | Die Anina 2013 vor St. George’s                    | |
| 273                                   | 7023843 | Dierhagen        | DEWC / Y5OC  | 12. Mai 1970 30. Dezember 1970      | 6. März 1992 an belgische Abbrecher, später als Bakhita in Fahrt | seit 1997 als Nazare, 2004 in Fahrt |                                                    | |
| 274                                   | 7023518 | Jocon            | ?            | 4. Juli 1970 30. Dezember 1970      | Kiellegung und Stapellauf als Nienhagen, Kaufinteresse des norwegischen Reeders Lars Rej Johansen (Oslo), überführt nach Wismar, nicht abgenommen, weiter an staatlichen Reeder in Riga (ex UdSSR) – 1971 Fritsis Gaylis – 1992 Kolga – 1997 Duso – 1998 Sabur – 2000 Nika – 2002 Alex II – 2004 Leyla – 2005 Arbi Traje – 2007 Sea Express II                                                  | Ab 2014 in Sewastopol abgebrochen |                                                    | |
| 299                                   | 7042502 | Jobox            |              |                                     | 1971 V.Kucher – 1991 Viinistu – 1994 Solar Spirit – 1997 Inrus – 1999 First – 2000 Duke – 2003 Anna – 2006 Sea Express I – 2007 Blackfox | Im Mai 2011 in Aliağa abgebrochen |                                                    | 1998 in Kantvik und 2003 in Consțanta aufgrund von Sicherheitsmängeln festgehalten. |
| 300                                   | 7052442 | Nienhagen        | DEWD / Y5OD  | 24. Mai 1970 29. März 1971          | 1992 an belgische Abbrecher, später als Star Aruba zum Umbau verkauft und 1992 als Brazzaville in Fahrt | Am 13. Oktober 1999 zum Abbruch in Puerto de Santa Maria |                                                    | |
| Standard-Typ-299 – Serie Hagenow      |         |                  |              |                                     | | |                                                    | |
| 283                                   | 7042265 | Hagenow          | DEWE / Y5OF  | 20. Oktober 1970 19. Mai 1971       | 6. März 1992 verkauft – 1996 Geno – 2001 Adnan I in Fahrt | Am 21. November 2001 als Nayress Express bei Latakia gestrandet, Totalverlust | Die Hagenow Anfang der 1970er im Nord-Ostsee-Kanal | |
| 284                                   | 7042277 | Neubukow         | DEWF / Y5OF  | 25. November 1970 24. Juni 1971     | DSR bis 3. Juli 1991, dann Alkatiri – 1994 neue Vermessung, – 1995 Al-Katiri, Ende März 1999 in Aden aufgelegt – 2003/04 ohne Eigner bei Lloyd’s – 2004 Atosa II, lag in Aden weiter auf | Seit 2005 als Aman in Fahrt |                                                    | |
| 285                                   | 7042289 | Marlow           | DEWG / Y5OG  | 30. Dezember 1970 19. Juli 1971     | DSR bis 10. Mai 1991 Maria – 1994 an East Coast Fuel Distributors, Cairns/Queensland (AUS), neu vermessen | seit 1994 als Northern Express, 2004 in Fahrt |                                                    | |
| 286                                   | 7102273 | Miltzow          | DEWH / Y5OH  | 31. Juli 1971 13. August 1971       | 28. Mai 1991 ohne Umbenennung an Motaku Shipping, Mombasa | als Miltzow in Fahrt. Am 12. Oktober 2005 beim Ausladen von 850 Tonnen Nahrungsmittelhilfe der UN im Hafen von Merka von sechs Piraten entführt und an einem unbekannten Ort entladen, am 16. Oktober 2005 freigelassen | Die Miltzow (Bildmitte) 1975 im Nordhafen in Kiel  | |
| 287                                   | 7102223 | Satow            | DEWI / Y5OI  | 2. März 1971 25. November 1971      | 4. Oktober 1991 Porfirios – 1999 Mermaid II – 2002 Hope II – 2002 Hadil | ab 2004 als Golden I in Fahrt |                                                    | Als Porfirios in Istanbul aufgrund unbezahlter Heuern bei der Internationalen Transportarbeiter-Föderation gemeldet |
| 288                                   | 7102235 | Semlow           | DEWJ / Y5OJ  | 7. September 1971 29. Dezember 1971 | 2015 als Muneera vor Nosy Be vor Anker | Am 26. Juni 2005 mit Nahrungsmittelhilfe der UN für Somalia an Bord von Piraten an der Ostküste Somalias aufgebracht und am 2. Oktober 2005 gegen Lösegeldzahlung freigelassen |                                                    | |
| 289                                   | 7111688 | Rakow            | DEWK / Y5OK  | 19. Mai 1971 11. Januar 1972        | ab 4. Oktober 1991 als Aghia Varvara an griechischen Reeder (Piräus) – 1993 Aegeo Star | Am 19. September 1993 auf der Reise von Aliaga nach Rijeka mit Chemikalien an Bord nach verlassen des türkischen Hafens in schwerer See gekentert und gesunken. Von der achtköpfigen Besatzungen kamen zwei Seeleute ums Leben. | Die Rakow 1983 im Hafen von Wismar                 | ab September 1983 zeitweilig für Mobilmachungsübung der Volksmarine der DDR eingezogen und als Versorger E 42 mit Bewaffnung (2× 25-mm-Bordflak) für die Volksmarine probeweise in Fahrt. |
| 290                                   | 7111690 | Zurow            | DEWL / Y5OL  | 15. Juni 1971 14. Januar 1972       | am 27. Juli 1988 an Bagger-, Bugsier- und Bergungsreederei Rostock, anschließend bei Stocznia Remontowa Swinoujscia in damaliger VR Polen Umbau zum Ölhavarieschiff Salamander, ab 11. November 1988 einsatzfähig, neu vermessen, 1993 an MTE-Tankreinigung und Entsorgungs GmbH & Co. KG (Anton Müsing-Gruppe) – 1997 als Matalobos an Segemar SA, Bilbao (Esp) – 2004 an Ovi Ltd., Riga (Lat) | 2004 in Fahrt, 2014 vermutlich zum Abwracken nach Klaipeda verkauft | Die Matalobos im Hafen von Riga                    | |
| 291                                   | 7119252 | Züssow           | DEWM / Y5OM  | 23. Juli 1971 4. Februar 1972       | 1988 Molch II – 2013 Kristall | Ab Sommer 1988 Umbauarbeiten in Rijeka bei Brodogradliste Victor Lenac zum Tankreinigungsschiff. Als Molch II im Einsatz und am 18. Juni 1990 übertragen an Bagger.- Bugsier- und Bergungsreederei GmbH Rostock. 2003 verkauft nach Russland, vom Schlepper Tayfun von Rostock nach Königsberg geschleppt, 2021 in Fahrt |                                                    | Im September 1981 übernahm bei einer Mobilmachungsübung die DDR-Volksmarine das Schiff als Werkstattschiff P 21 und ließ eine Bordbewaffnung aufbauen. Nach der Abrüstung in der Warnow-Werft ging es zurück an die DSR. Am 14. März 1983 ereignete sich die seltene Havarie eines Schiffes mit einem Hubschrauber. Der Hubschrauber war bei Filmarbeiten in der Mündung des Humber mit dem Mast des Schiffes kollidiert und abgestürzt. Der Regisseur und der Kameramann blieben vermisst, der Pilot konnte verletzt geborgen werden. |
| 292                                   | 7119264 | Torgelow         | DEWN / Y5ON  | 27. August 1971 16. März 1972       | ab 13. August 1991 als Gelo ab 2000 Torgelow für World Peace Navigation Inc. Kingstown – 2016 Fatima – 2018 Zuby | 2004 in Fahrt. Am 3. Oktober 2005, beladen mit Nahrung und Treibstoff für die zuvor freigelassene Semlow, vor der Ostküste Somalias von Piraten aufgebracht und am 29. November 2005 freigekauft |                                                    | 2000 mit einem Hägglund-Bordkran ausgestattet |
| 293                                   | 7129726 | Mirow            | DEWO / Y5OO  | 29. September 1971 29. März 1972    | ab 22. März 1991 Miro – 1993 Saad N. – 1994 Albarka-2 – 2004 Jarallah | 1991 an Joseph Saade & Co. (Libanon), 1993 Umbau zum Tiertransporter und an S. Almaki, A. Najim und A. Bahakim, Latakia (Syrien), 2004 an S. S. Aljaabri, 2005 ohne Eigner und Flaggenanga bei Lloyd’s, 2007 S. S. Aljaabri, Giurgiulești (Moldawien) |                                                    | Am 2. Oktober 1974 nach Kollision mit griechischem Motorschiff Panagiotis Xilas (8764 BRT / Bj. 1958) im Nebel im Hamburger Hafen gesunken. Gehoben und bei Blohm + Voss repariert. Als Tiertransportschiff Jarallah EU zugelassen |
| Container-Typ-494 – Serie Warin       |         |                  |              |                                     | | |                                                    | |
| 211                                   | 7129740 | Fritsis Rozin    |              | März 1972                           | 1992 Voosi – 1994 Maira – 2001 Ira – 2003 Fima – 2007 Anni – 2011 Donets | an die UdSSR abgeliefert (staatliche Reederei in Estland), 1992 an Estonian Shipping Co. (Estland), 1994 an Priva Shipping Ltd. (Estland), 1998 an Holupanga Lilsingu AS (Estland), 2001 an OU Ekspert Teenused (Estland), 2003 an Info Shipping Co. SA (Dominica), 2007 an Ringsite Navigation Ltd. (Sierra Leone), 2011 an Novostar Marine Ltd. (Sierra Leone) |                                                    | |
| 212                                   | 7211294 | Gleb Sedin       |              | März 1972                           | 1991 Purtse – 1994 Solar Bay – 1997 Laura I – Dezember 1999 Billo Blanco – 2003 Nikolla | an die UdSSR abgeliefert (staatliche Schwarzmeerreederei, später an staatliche Reederei in Estland), 1994 an Aurelio Shipping Co., San Lorenzo (Honduras), 1997 an A. O. Delac Shipping Co., St. Petersburg (Russland), erneut an Aurelio Shipping Co., San Lorenzo (Honduras), Dezember 1999 an Hyacinth Finace Corp., Belize (Belize), 2003 an Boga Import & Export, La Paz (Bolivien), 2004 selber Eigner, Panama (Panama), am 8. Juni 2005 mit acht Mann an der Felsküste vor Vlora ohne Personenschaden verunglückt                                                                      |                                                    | |
| 213                                   | 7129738 | Warin            | DEWP / Y5OP  | 10. November 1971 28. April 1972    | 1992 Hai Yu | am 18. Februar 1992 an Brügge, 22. Juni 1992 zum Abbruch an Brugse Scheepssloperij N.V. in Brügge (Bel), jedoch nicht verschrottet, bis 11. Dezember dort aufgelegt und weiter an Hai Yu Shipping Co., San Lorenzo (Honduras), 1997 selbe Eigner (China) – 2004 in Fahrt. Im Juni 2012 aus Register gestrichen, Verbleib unbekannt |                                                    | |
| 214                                   | 7211282 | Bansin           | DEWQ / Y5OQ  | 27. März 1972 25. Juli 1972         | ab 11. Dezember 1992 Yue Xiu Shan | 16. Juli 1992 an Brügge (Bel). 22. Juli 1992 an Brugse Scheepssloperij NV. Brügge. Nicht abgebrochen und im Dezember 1992 an Yue Xiu Shan Shipping Corporation, San Lorenzo (Honduras) – 11. Dezember 1992 ab Brügge, 2004 in Fahrt |                                                    | |
| 215                                   | 7221419 | Tessin           | DEWR / Y5OR  | 28. April 1972 25. August 1972      | 1992 Yue Yang – ab 2002 Xinghai 2 | 5. Juli 1992 an Brügge (Bel). 7. Juli 1992 an Brugse Scheepssloperij NV. Brügge, jedoch nicht abgebrochen und bis Jahresende in Brügge aufgelegt. Noch im Dezember an Yue Yang Shipping Co., San Lorenzo (Honduras), 2002 selbe Eigner (China), 2004 in Fahrt. Ab März 2012 aus Schiffsregister gestrichen, Schicksal unbekannt |                                                    | Am 15. Oktober 1983 auf der Reise von Oskarshamn nach Gunnes beladen mit Holz westlich der Leuchttonne Gilburen auf Grund gelaufen und später ohne Schaden abgeborgen. |
| 216                                   | 7221275 | Kröpelin         | DEWS / Y5RA  | 9. Juni 1972 27. September 1972     | 1992 Star Aruba | 4. Juli 1992 an Brügge, 7. Juli 1992 an Brugse Scheepssloperij NV. Brügge, bis 17. Oktober dort aufgelegt und am gleichen Tag nach Zaandam (Nl) zum Umbau als Speiseöltanker. Weiter an Tarquin Marine Ltd. (Bel), umbenannt in Star Aruba Heimathafen Limassol (Cyp), 1997 an Star Bonaire B.V., Heimathafen Zaandam (Nl), am 26. März 2024 bei Hoeben RDM in Kampen zum Abbruch eingetroffen. | Die Star Aruba 2020 im Hafen von Rotterdam         | Ab Mai 1993 als Speiseöltanker mit BRZ 1151 / tdw 1300, 2003 mit neuem Dieselmotor (Caterpillar 3512B) ausgestattet |
| 217                                   | 7229667 | Rechlin          | DEWT / Y5OT  | 14. Juli 1972 28. Oktober 1972      | 1992 Star Bonaire – 1995 Shyamlee | 21. Juli 1992 an Zaandam (Nl), 22. Juli 1992 an Brugse Scheepssloperij NV. Brügge, gleich weiter an Brim Marine Ltd. (Bel), umbenannt in Star Bonaire, geplanter Umbau zum Speiseöltanker nicht ausgeführt. 1992 an Fairwind Ltd., Heimathafen Limassol (Cyp), 1995 an Poojo Shipping & Trading Ltd Kingstown (Saint Vincent), umbenannt in Shyamlee. Im Dezember 2003 in Aveiro mit 1400 Tonnen Reis und 400 kg geschmuggeltem Kokain von der portugiesischen Polizei beschlagnahmt und versteigert. Ab Juni 2007 abgebrochen, wobei weitere 100 kg Kokain im Maschinenraum entdeckt wurden. |                                                    | 1995 neu vermessen, BRZ 1160 / tdw 1614, 2004 in Fahrt |